# Nachmanides

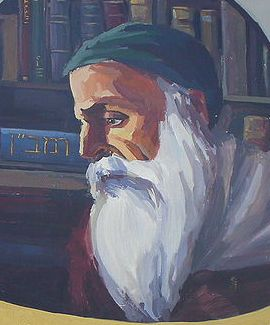
Nachmanides

Nachmanides, of Mosjé ben Nachman, Hebreeuws: רבי משה בן נחמן, acroniem Ramban (Gerona, 1194 - Palestina, omstreeks 1270) was een Spaanse rabbijn, arts, kabbalist, filosoof en Thoracommentator.
Hij is vooral bekend vanwege zijn laatste werk, het uitgebreide commentaar op de Thora. Hij was een talmied (leerling) van rabbijn Jitschak ben Awraham van Dampierre. Ook heeft hij naar het model van de zogeheten verklaarders Tosafot, de Talmoed van zijn commentaar voorzien.

## Herkomst naam
De naam Nachmanides komt uit het Grieks en is een vertaling van zijn Hebreeuwse achternaam Ben Nachman, hetgeen zoon van Nachman betekent. Hij is ook zeer bekend
onder het Hebreeuwse acroniem Ramban (רמב"ן). Dit acroniem verwijst naar zowel zijn naam als titel: Rabbijn Mosjé ben Nachman. Sommigen gebruiken zijn Catalaanse naam Bonastruc ça Porta (ook gespeld als Sa Porta, Saporta of de Porta). Tevens wordt hij naar zijn geboorteplaats genoemd Mosjé ben Nachman Gerondi.